# Tragedia de Liaqatpur
La tragedia de Liaqatpur de 2019 fue un choque de tren ocurrido el 31 de octubre de 2019, el tren de pasajeros Tezgam de Pakistan Railways se incendió mientras viajaba de Karachi a Rawalpindi en jurisdicción de Liaqatpur, lo que resultó en al menos 75 muertes de pasajeros. El accidente del tren fue el más mortal en Pakistán desde 2005, cuando el accidente ferroviario de Ghotki mató a más de 100 personas. La evidencia preliminar sugiere que la explosión de una estufa portátil ocurrió porque algunos pasajeros cocinaron ilegalmente alimentos a bordo del tren. Tal uso de estufas de gas es común en los ferrocarriles de Pakistán; las autoridades del tren a menudo hacen la vista gorda ante la práctica peligrosa.

## Accidente
El accidente ocurrió a las 6:18 a. m. PST (01:18 UTC) en la línea principal 1 en Liaquatpur Tehsil, distrito de Rahim Yar Khan, Punjab a bordo del tren expreso de pasajeros de Tezgam. El jeque Rasheed Ahmad, ministro federal de ferrocarriles de Pakistán, informó que dos estufas de gas explotaron y prendieron fuego al tren. Sin embargo, otros informes, junto con los testimonios de los sobrevivientes, sugirieron que un problema eléctrico fue la causa del incendio. El tren transportaba a 933 personas, 207 de las cuales estaban en los tres vagones que fueron destripados.
Se enviaron diez camiones de bomberos a la escena del incendio y las tropas del ejército paquistaní ayudaron en la operación de rescate. Los heridos más graves fueron trasladados al Hospital Bahawal Victoria en Bahawalpur y al Hospital Nishtar en Multan. Aquellos con heridas menos graves fueron atendidos en el hospital DHQ en Liaquatpur y en el Hospital Shaikh Zayed en Rahim Yar Khan.  Según los testigos, el incendio del tren tardó 20 minutos en apagarse. Se envió otro tren para rescatar a los pasajeros varados y llevarlos a Rawalpindi.

## Víctimas
Algunas de las 75 víctimas murieron saltando del tren en movimiento, que, según los informes, no se detuvo hasta unos 20 minutos después de que estalló el incendio, a pesar de que se había tirado del cable de comunicación. Cincuenta y siete de los muertos fueron quemados sin posibilidad de reconocimiento; Se necesitaban pruebas de ADN para la identificación. Al menos 43 pasajeros resultaron heridos, 11 críticamente.